# Campeonato Mundial de Natação em Piscina Curta de 2014 - 4x50 m livre feminino
A prova dos 4x50 metros livre feminino do Campeonato Mundial de Natação em Piscina Curta de 2014 foi disputado em 7 de dezembro no Centro Aquático Aspire Sports Complex em Doha.

## Recordes
Antes desta competição, os recordes mundiais e do campeonato nesta prova eram os seguintes:
|    | Nacionalidade | Tempo   | Local   | Data                   |
| -- | ------------- | ------- | ------- | ---------------------- |
| WR | Dinamarca     | 1:37.04 | Herning | 12 de dezembro de 2013 |

Os seguintes recordes foram estabelecidos durante a competição: 
| Data          | Prova         | Nacionalidade | Tempo   | Recorde |
| ------------- | ------------- | ------------- | ------- | ------- |
| 7 de dezembro | Eliminatórias | Países Baixos | 1:35.74 | WR, CR  |
| 7 de dezembro | Final         | Países Baixos | 1:34.24 | WR, CR  |

## Medalhistas
| Ouro                                                                                    | Prata                                                                               | Bronze                                                                      |
| Países Baixos · Inge Dekker · Femke Heemskerk · Maud van der Meer · Ranomi Kromowidjojo | Estados Unidos · Madison Kennedy · Abbey Weitzeil · Natalie Coughlin · Amy Bilquist | Dinamarca · Jeanette Ottesen · Julie Levisen · Mie Nielsen · Pernille Blume |

## Resultados

### Eliminatórias
As eliminatórias ocorreram dia 7 de dezembro. 
| Colocação | Bateria | Raia | Nacionalidade    | Nome | Tempo   | Notas |
| --------- | ------- | ---- | ---------------- | --- | ------- | ----- |
| 1         | 2       | 0    | Países Baixos    | Esmee Vermeulen (25.09) Ranomi Kromowidjojo (23.01) Maud van der Meer (23.89) Inge Dekker (23.75)               | 1:35.74 | Q, WR |
| 2         | 1       | 2    | França           | Anna Santamans (24.15) Mélanie Henique (24.49) Mathilde Cini (24.50) Marie Wattel (24.62)                       | 1:37.76 | Q     |
| 3         | 1       | 4    | Estados Unidos   | Abbey Weitzeil (24.23) Amy Bilquist (24.13) Kathleen Baker (24.90) Amanda Weir                                  | 1:37.87 | Q     |
| 4         | 1       | 3    | Itália           | Silvia Di Pietro (24.51) Erika Ferraioli (24.08) Giada Galizi (25.01) Ilaria Bianchi (24.87)                    | 1:38.47 | Q     |
| 5         | 2       | 5    | Dinamarca        | Mie Nielsen (24.72) Julie Levisen (24.69) Sarah Bro (24.68) Pernille Blume (24.46)                              | 1:38.55 | Q     |
| 6         | 1       | 5    | China            | Qiu Yuhan (24.91) Tang Yi (24.57) Shen Duo (24.65) Xiang Liu (24.54)                                            | 1:38.67 | Q     |
| 7         | 2       | 4    | Japão            | Yayoi Matsumoto (25.17) Miki Uchida (24.01) Rino Hosoda (25.17) Sayaka Akase (25.57)                            | 1:39.92 | Q     |
| 8         | 1       | 7    | Brasil           | Alessandra Marchioro (25.17) Daiane Oliveira (24.28) Daynara de Paula (25.17) Manuella Lyrio (25.50)            | 1:40.12 | Q     |
| 9         | 2       | 1    | Rússia           | Margarita Nesterova (25.42) Arina Openysheva (25.27) Anastasiia Osipenko (25.63) Anastasiia Liazeva (25.08)     | 1:41.40 |       |
| 10        | 2       | 8    | Turquia          | Ekaterina Avramova (25.42) Esra Kübra Kaçmaz (25.41) Sezin Eligül (26.49) İlknur Nihan Çakıcı (25.19)           | 1:42.51 |       |
| 11        | 2       | 6    | África do Sul    | Erin Gallagher (25.41) Lehesta Kemp (25.03) Trudi Maree (25.26) Rene Warnes (27.08)                             | 1:42.78 |       |
| 12        | 2       | 7    | Macau            | Chi Yan Tan (26.84) On Kei Lei (26.17) Weng Tong Choi (27.52) Chi Wai Long (26.84)                              | 1:47.37 |       |
| 13        | 1       | 8    | Índia            | Aditi Dhumatkar (26.40) Anusha Sanjeev Mehta (27.96) Thalasha Satish Prabhu (27.63) Malavika Vishwanath (28.03) | 1:50.02 |       |
| 14        | 2       | 2    | San Marino       | Beatrice Felici (27.12) Elena Giovannini (27.51) Elisa Bernardi (28.10) Chiara Gualtieri (28.29)                | 1:51.02 |       |
| —         | 1       | 1    | Papua-Nova Guiné | | DNS     |       |
| —         | 1       | 6    | Argélia          | | DNS     |       |
| —         | 2       | 3    | Suécia           | | DNS     |       |

### Final
A final teve sua disputa realizada em 7 de dezembro. 
| Colocação         | Raia | Nacionalidade  | Nome                                                                                                   | Tempo   | Notas |
| ----------------- | ---- | -------------- | --- | ------- | ----- |
| Medalha de ouro   | 4    | Países Baixos  | Inge Dekker (24.09) Femke Heemskerk (23.24) Maud van der Meer (24.03) Ranomi Kromowidjojo (22.88)      | 1:34.24 | WR    |
| Medalha de prata  | 3    | Estados Unidos | Madison Kennedy (24.06) Abbey Weitzeil (23.40) Natalie Coughlin (23.39) Amy Bilquist (23.76)           | 1:34.61 |       |
| Medalha de bronze | 2    | Dinamarca      | Jeanette Ottesen (23.73) Julie Levisen (24.30) Mie Nielsen (23.49) Pernille Blume (23.96)              | 1:35.48 |       |
| 4                 | 6    | Itália         | Silvia Di Pietro (24.30) Erika Ferraioli (23.35) Aglaia Pezzato (23.89) Giada Galizi (24.24)           | 1:35.78 |       |
| 5                 | 5    | França         | Anna Santamans (24.05) Mélanie Henique (24.11) Mathilde Cini (24.18) Charlotte Bonnet (23.98)          | 1:36.82 |       |
| 6                 | 7    | China          | Qiu Yuhan (24.72) Tang Yi (24.16) Shen Duo (25.07) Xiang Liu (24.63)                                   | 1:38.58 |       |
| 7                 | 1    | Japão          | Miki Uchida (24.22) Yayoi Matsumoto (24.56) Tomomi Aoki (24.83) Rino Hosoda (25.15)                    | 1:38.76 |       |
| 8                 | 8    | Brasil         | Daiane Oliveira (25.11) Larissa Oliveira (24.18) Alessandra Marchioro (24.87) Daynara de Paula (24.62) | 1:38.78 | SA    |

Legenda
| Recorde mundial       | Recorde mundial (World record)               |                       | Recorde africano                      | Recorde africano (African) |                                           | Q | Classificado por posição (Qualified) |
| Recorde do campeonato | Recorde do campeonato (Championship record)  | Recorde da América    | Recorde da América (Americas)         | q                          | Classificado por melhor tempo (Qualified) |   |                                      |
| Melhor marca do ano   | Melhor marca do ano (World leading)          | Recorde asiático      | Recorde asiático (Asian)              | DNS                        | Não largou (Did not start)                |   |                                      |
| Recorde nacional      | Recorde nacional (National record)           | Recorde europeu       | Recorde europeu (European)            | DNF                        | Não terminou (Did not finish)             |   |                                      |
| Recorde pessoal       | Recorde pessoal do atleta (Personal best)    | Recorde da Oceania    | Recorde da Oceania (Oceania)          | DSQ / DQ                   | Desclassificado (Disqualified)            |   |                                      |
| Recorde da temporada  | Recorde da temporada do atleta (Season best) | Recorde sul-americano | Recorde sul-americano (South America) | NM                         | Sem marca (No mark)                       |   |                                      |